# Teossena di Tessaglia
Teossena (in greco antico: Θεόξενα; III secolo a.C. – Mar Egeo, II secolo a.C.) fu una donna tessala.

## Biografia
Teossena era figlia di Erodico, uno degli uomini più potenti della Tessaglia. La famiglia di Teossena era stata fatta massacrare quasi interamente da Filippo V di Macedonia, che aveva ordinato l'esecuzione del padre Erodico e della madre, oltre che del marito e del cognato della giovane; sia Teossena che la sorella Arco avevano un figlio al momento in cui furono rese vedove. Successivamente Arco si risposò con l'ateniese Poride, mentre Teossene rifiutò ognuno dei suoi numerosi pretendenti. Arco e Poride ebbero numerosi figli insieme, ma la donna morì prima che i bambini raggiungessero l'età adulta. Alla morte dell'amata sorella, Teossena sposò Poride, più per amore dei nipoti che del cognato ateniese.
Quando Filippo decise di fare eliminare gli eredi degli uomini che aveva fatto uccidere per evitare rappresaglie, Teossena cominciò a temere per la vita del figlio e dei nipoti. Dato che Poride non accennava a portare in salvo i figli, Teossena commentò astutamente che avrebbe preferito uccidere ella stessa i bambini piuttosto che lasciarli cadere nelle mani di Filippo. Poride fu turbato dalle parole della moglie e decise di portare la famiglia lontana dalla Tessaglia. Poride condusse moglie e figli ad Aenie per le cerimonie quadriennali in onore del loro leggendario fondatore Enea. Dopo una giornata di celebrazioni, Poride salpò con la famiglia fingendo di fare rotta verso la Tessaglia, salpando invece per Eubea.
La fuga non andò come previsto e il vento contrario spinse la barca verso la riva, nonostante gli sforzi dei vogatori. All'alba, i soldati di Filippo notarono la nave nel porto e si accinsero a fermare l'imbarcazione per arrestare e uccidere i fuggitivi. Capendo che nonostante gli sforzi del marito sarebbero tutti caduti nelle mani dei macedoni, Teossena preparò del veleno e dei pugnali per i figli adottivi, spronandoli a porre fine alla loro vita prima della cattura. Alcuni dei giovani si pugnalarono, mentre quelli che si avvelenarono non erano ancora morti quando i macedoni presero all'arrembaggio la nave e furono gettati in mare. Teossena afferrò quindi il braccio del marito e si gettò in mare con lui.